# Calycopis susanna
Calycopis susanna is een vlinder uit de familie van de Lycaenidae. De wetenschappelijke naam van de soort is voor het eerst geldig gepubliceerd in 1967 door Field.